# Phyllurus championae
Phyllurus championae este o specie de șopârle din genul Phyllurus, familia Gekkonidae, descrisă de Couper, Schneider, Hoskin și Jeanette Adelaide Covacevich în anul 2000. Conform Catalogue of Life specia Phyllurus championae nu are subspecii cunoscute.